# Alexander Bettendorff
Alexander von Bettendorff (*  29. April 1985 in Œting) ist ein deutscher Schauspieler.

## Leben
Seine Ausbildung erhielt Bettendorff an der Wiesbadener Schule für Schauspiel. Während der Ausbildung wirkte er in mehreren Folgen von Ein Fall für zwei zusammen mit Paul Frielinghaus und Claus Theo Gärtner mit. Sein Filmdebüt gab er 2010 im Film Homies  als Moritz u. a. neben Jimi Blue Ochsenknecht, Ann-Kathrin Kramer und Selina Shirin Müller. Seit Oktober 2011 ist er sporadisch bei der RTL-Serie Alles was zählt in der Rolle des Eishockeyspielers Sven zu sehen. Im Jahr 2012 gastierte Bettendorff im Ensemble der Salome Inszenierung von Günter Krämer am Schauspiel Frankfurt. Krämer engagierte Bettendorff ebenfalls für seine Inszenierung von Der Menschenfeind im Jahr 2013. Im selben Jahr spielte Bettendorff den Romeo aus Romeo und Julia im Ekhof-Theater im Rahmen des Ekhof-Festivals in Gotha.
Neben seiner Tätigkeit im Theater spielt Bettendorff in zahlreichen Kurz- und Genrefilmen, darunter „The last night of Baby Gun“ sowie „infiziert“. Letzterer wurde bei der Genrenale 2017 im Berliner Kino Babylon öffentlich gezeigt.

## Filmografie
- 2009: Ein Fall für Zwei – Kleiner Satellit
- 2009: Exground Filmfest Trailer – Darkroom
- 2010: Ein Fall für Zwei – Todeslauf
- 2010: Homies (Kinofilm)
- 2011–2012: Alles was zählt (Nebenrolle) (Soap) als Eishockeyspieler Sven
- 2012: Working Memories
- 2011: Rotkäppchen (interaktiver Kurzfilm)
- 2012: Ein epischer Abend (Kurzfilm)
- 2012: Riskante Erinnerung
- 2013: Luke 15
- 2013: Patamon
- 2013 The last night of baby gun
- 2014 Die Weisse Eule
- 2014 Infiziert

## Theaterrollen
- Geschlossene Gesellschaft (Huis Clos); Rolle: Joseph Garcin
- Liebe Jelena Sergejewna; Rolle: Volodja
- Salome; Rolle: Jude
- Der Menschenfeind: Rolle Acaste
- Romeo und Julia: Rolle: Romeo